# Aburria
Aburrria je rod ptica iz porodice Cracidae. Većina vrsta prije je bila klasificirana u rod Pipile, ali prema nedavnim znanstvenim studijama Aburria aburri pripada istom rodu kao i ptice iz tadašnjeg roda Pipile. Tako je Pipile postao mlađi sinonim za ovaj rod, što nije prihvaćeno od strane Američkog ornitološkog saveza. Rod se sastoji od pet vrsta.